# 1992年アルベールビルオリンピックのノルディック複合競技
1992年アルベールビルオリンピックのノルディック複合競技（1992ねんアルベールビルオリンピックのノルディックふくごうきょうぎ）の詳細を記す。

## 概要
1992年2月12日から18日の間に、15km個人と3x10km団体の2種目が行われた（男子のみ）。

### 個人
15km個人は2月12日に行われ、フランスのファブリス・ギーが優勝、ノルディック複合競技でフランス勢初の金メダルを獲得した。更に、2位には同じフランスのシルバン・ギョームが続き、ワン・ツーフィニッシュを達成した。

### 団体
3x10km団体は2月17日にジャンプ、18日に距離が行われた。
前半のジャンプでは、日本チーム（三ヶ田礼一、河野孝典、荻原健司）が好記録を連発し、2位のオーストリアに時間にして2分27秒の大差をつけた。
翌日、日本の第1走者は三ヶ田礼一。個人戦で、前半ジャンプで2位につけながら、後半の距離では足が止まり、最下位に沈んだ三ヶ田だったが、この日の滑りは快調だった。個人戦で足が止まる原因となった湿った重い雪が、この日は滑りやすいサラサラ雪になっており、距離が比較的苦手な日本選手にとって、有利な条件となっていたのである。三ヶ田は、2位との差を20秒程度縮められただけで、第2走者、河野孝典に引き継ぐ。このあたりから、ジャンプでは下位に沈んでいたクロスカントリー王国、ノルウェーが追い上げ、2位のオーストリアに迫ってきていた。河野も快調に飛ばし、最終走者、日本チームのうちでクロスカントリーを最も得意にする荻原に引き継いだ。
2位グループ、ノルウェーとオーストリアは必死に追い上げるが、荻原が8.5km地点を通過した時点で、600m以上の差がついていた。そして、ゴールまであと100m付近で、荻原は、国旗・日の丸を受け取り、それを振りながらゴール。1972年札幌オリンピック・スキージャンプ70m級の笠谷幸生以来の金メダルを日本にもたらした。

## 各国の獲得メダル
| 順 | 国・地域     | 金 | 銀 | 銅 | 計 |
| -- | ------------ | -- | -- | -- | -- |
| 1  | フランス     | 1  | 1  | 0  | 2  |
| 2  | 日本         | 1  | 0  | 0  | 1  |
| 3  | ノルウェー   | 0  | 1  | 0  | 1  |
| 4  | オーストリア | 0  | 0  | 2  | 2  |

## 競技結果
※2位以下は1位との差で示した。

### 個人
1992年2月12日
| 順位 | 選手名                     | 国・地域     | 記録       |
| ---- | -------------------------- | ------------ | ---------- |
| 1    | ファブリス・ギー           | フランス     | 43分45秒4  |
| 2    | シルバン・ギョーム         | フランス     | ＋48秒4    |
| 3    | クラウス・ズルツェンバッハ | オーストリア | ＋1分06秒3 |
| 7    | 荻原健司                   | 日本         | ＋1分57秒4 |

### 団体
1992年2月17日 - 18日
| 順位 | 国・地域     | 選手名                                                                                 | 記録           |
| ---- | ------------ | -------------------------------------------------------------------------------------- | -------------- |
| 1    | 日本         | 三ヶ田礼一、河野孝典、荻原健司                                                         | 1時間23分36秒5 |
| 2    | ノルウェー   | クヌート・トーレ・アペラン、フレッド・ボーレ・ルンベルク、トロント＝アイナル・エルデン | ＋1分26秒4     |
| 3    | オーストリア | クラウス・オフナー、シュテファン・クライナー、クラウス・ズルツェンバッハ               | ＋1分40秒1     |